# Lithodes santolla
Lithodes santolla  (лат.) — вид неполнохвостых раков из семейства Lithodidae. Был впервые описан в 1782 году чилийским священником и натуралистом Хуаном Молиной. Общеупотребительные названия вида — англ. southern king crab («южный королевский краб») и исп. centolla.
Обитает на тихоокеанском побережье Южной Америки, преимущественно между Вальдивией и Огненной Землёй. Вид обитает в водах с температурой 5—12 °C, демонстрируя большую толерантность, чем другие представители семейства Lithodidae.

## Иллюстрации

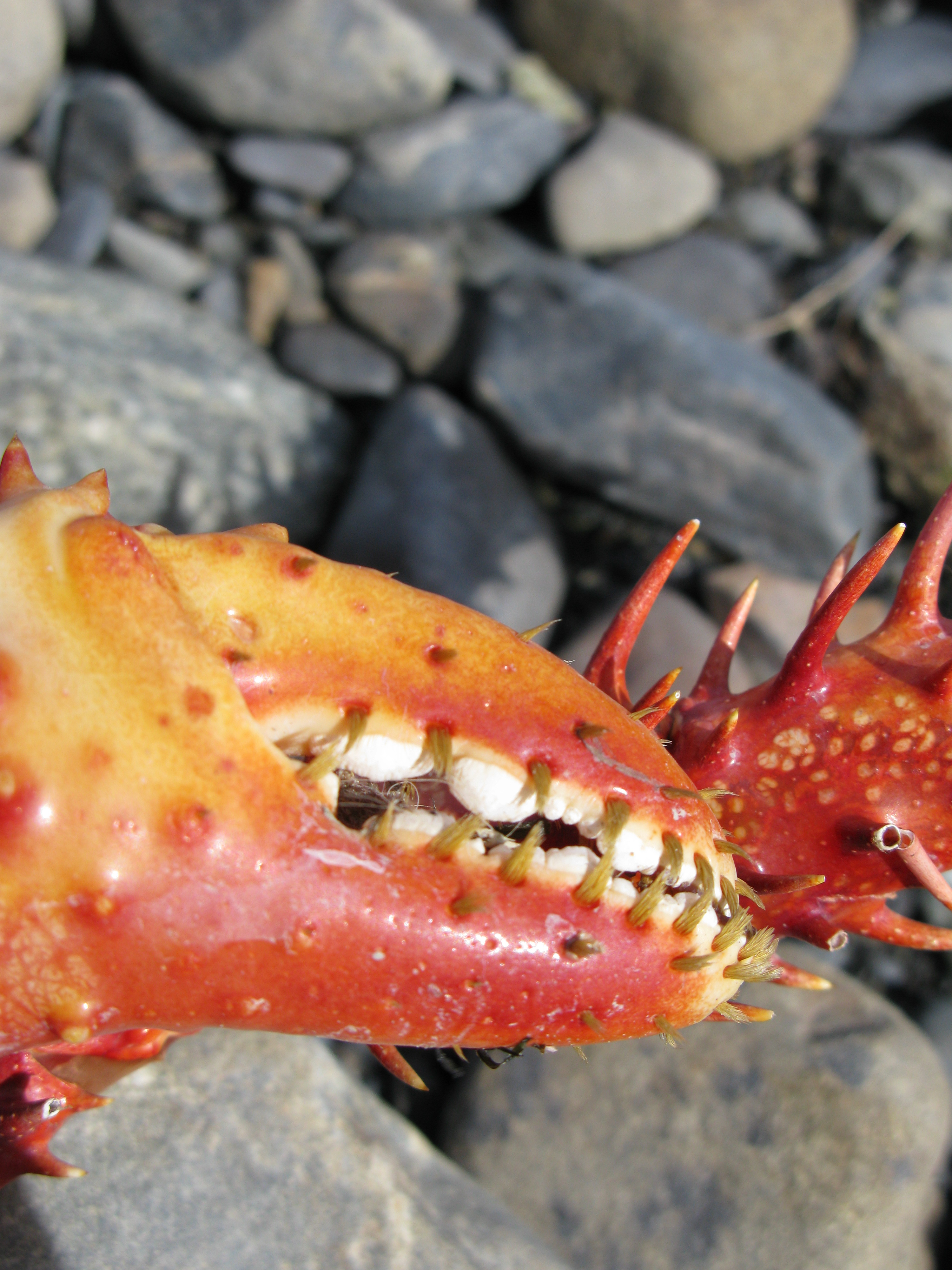
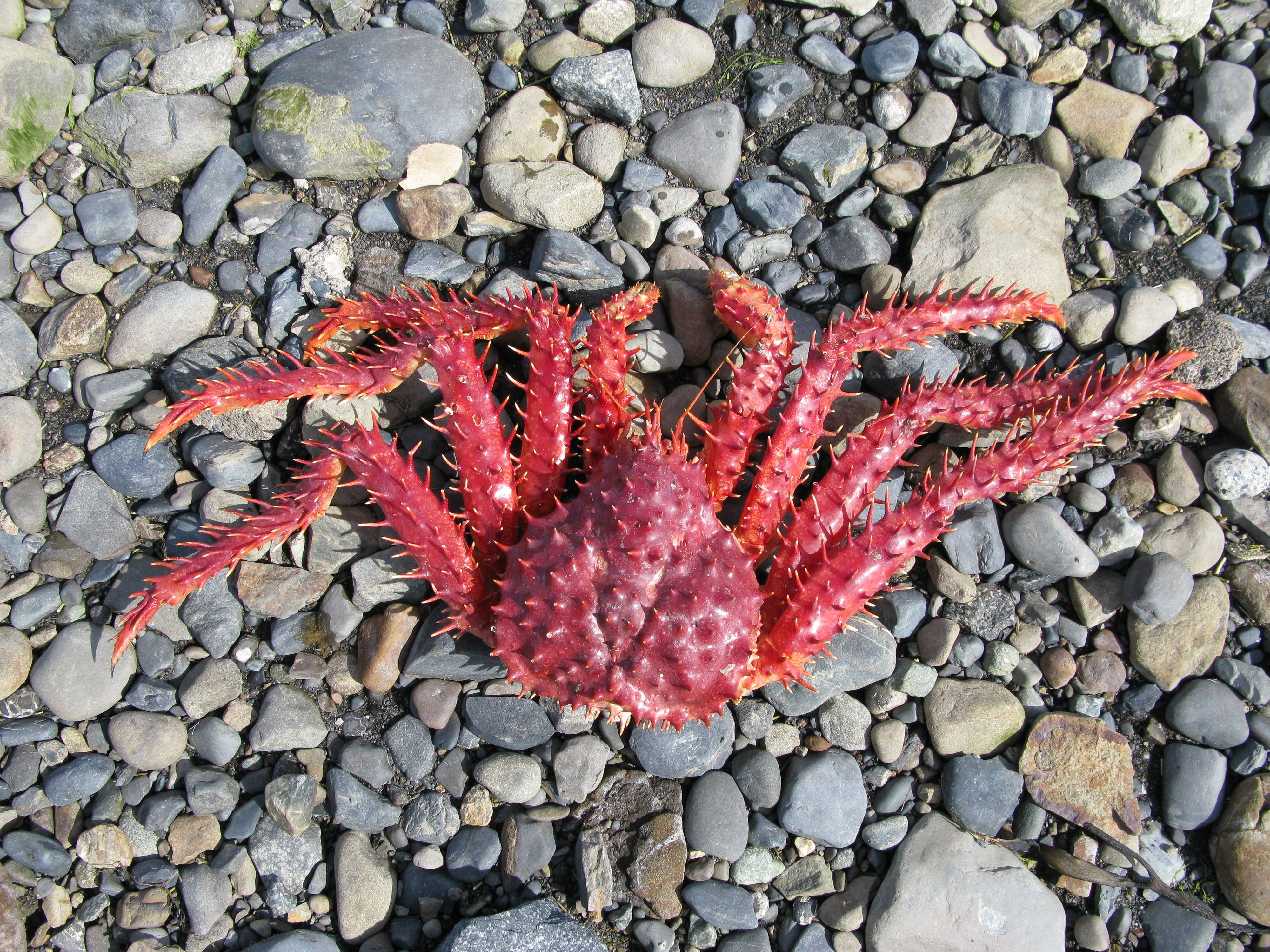